# Comuna Podlehnik
Podlehnik (Občina Podlehnik) este o comună din Slovenia, cu o populație de 1.820 de locuitori (2002).

## Localități
Dežno pri Podlehniku, Gorca, Jablovec, Kozminci, Ložina, Podlehnik, Rodni Vrh, Sedlašek, Spodnje Gruškovje, Stanošina, Strajna, Zakl, Zgornje Gruškovje